# Bruck an der Mur
Bruck an der Mur (česky Most nad Murou) je rakouské okresní město ve spolkové zemi Štýrsko. Leží na soutoku řek Mury a Mürze, na rozhraní Hochschwabu a Lavanttalských Alp, v nadmořské výšce 468 m, 43 km severně od Grazu. Žije zde přibližně 16 tisíc obyvatel. Je čtvrtým největším městem Štýrska.

## Historie
Město bylo založeno v roce 1263 českým králem Přemyslem Otakarem II. Jeho lokátorem pravděpodobně byl Herbord z Fulštejna. Město se ve středověku stalo důležitým obchodním střediskem.

## Památky
Ve městě se nachází několik gotických kostelů.
Nejcennější památkou ve městě je Kornmesserhaus starobylý dům v benátském stylu, který si nechal postavit Pankraz Kornmess v letech 1499–1505.

## Hospodářství

### Železnice
Bruck an der Mur je významnou železniční křižovatkou. V hodinovém taktu zde staví vlaky jezdící z Vídně do Grazu. Ve směru na Villach jednou za dvě hodiny. Od konce roku 2007 je Bruck an der Mur konečnou stanicí S1 S-Bahn Steiermark. Od prosince 2016 zde končí vlaky linek S8 a S9.

### Průmysl
Z průmyslu je zde zastoupen hutnický (ocelárna) a dřevozpracující.

## Partnerská města
- Hagen-Hohenlimburg, Německo, (1974) [3]
- Liévin, Francie, (1999)
- Veroli, Itálie, (2005)
- Zalalövő, Maďarsko, (2015)
- Farra d’Isonzo, Itálie, (2015)